# Pierre Cambronne
Pierre Jacques Étienne Cambronne (ur. 26 grudnia 1770 w Saint-Sébastien-sur-Loire, zm. 29 stycznia 1842 w Nantes) – francuski generał.
Walczył w licznych kampaniach 1791-1815. Towarzyszył Napoleonowi Bonapartemu na wyspie Elbie. W bitwie pod Waterloo, dowodząc dywizją gwardii, został ranny.
Przypisywane są mu słowa, które miał wypowiedzieć w czasie bitwy pod Waterloo. Na wezwanie Brytyjczyków do poddania się miał odpowiedzieć: La garde meurt, mais elle ne se rend pas („Gwardia umiera, ale nie poddaje się”), podczas gdy jeden z jego żołnierzy dodał: Merde! (dosł. „Gówno!”).
W późniejszym okresie otrzymał tytuł wicehrabiego (1820) oraz pełnił funkcję komendanta Lille.

## Nawiązania w kulturze
Słowa Cambronne’a spod Waterloo przytacza Victor Hugo w „Nędznikach” (gdzie przypisywana mu jest wersja ze słowem Merde!).
Nawiązanie do postaci Cambronne’a i jego słów pojawia się w wierszu Władysława Broniewskiego pt. Bagnet na broń, napisanym w kwietniu 1939:
Bagnet na broń!
A gdyby umierać przyszło,
przypomnimy, co rzekł Cambronne,
i powiemy to samo nad Wisłą.
Nawiązanie do słów Cambronne’a występuje w wierszu Bitwa azowska Tomasa Venclovy.